# Peter Truscott
Peter Derek Truscott (ur. 20 marca 1959 w Newton Abbot) – brytyjski polityk, historyk i konsultant, poseł do Parlamentu Europejskiego IV kadencji, od 2004 członek Izby Lordów.

## Życiorys
Absolwent Newton Abbot Grammar School. W 1981 uzyskał BA z historii współczesnej w Exeter College w ramach Uniwersytetu Oksfordzkiego, w 1986 doktoryzował się w tej samej dziedzinie. W kolejnych latach działał jako konsultant i dyrektor niewykonawczy w firmach z branży energetycznej i public relations w Europie (w tym Rosji). Prowadził także własne przedsiębiorstwo konsultingowe.
Zaangażował się w działalność polityczną w ramach Partii Pracy, od 1986 był jej etatowym pracownikiem. W latach 1988–1992 członek rady miejskiej Colchester. W 1994 wybrany na posła do Parlamentu Europejskiego, przystąpił do frakcji socjalistycznej; mandat wykonywał do 1999. W 2004 został parem dożywotnim, zasiadł w Izbie Lordów (do 2007 jako lord tymczasowy). Od listopada 2006 do czerwca 2007 był parlamentarnym podsekretarzem stanu ds. energii.
W styczniu 2009 media ujawniły, że Peter Truscott i inny polityk Partii Pracy zaakceptowali propozycję łapówki w zamian za lobbowanie za określonymi przepisami. W efekcie w maju 2009 został zawieszony w prawach członka Izby Lordów na sześć miesięcy – był to pierwszy taki przypadek od XVII wieku. W tym samym miesiącu zrezygnował z członkostwa w partii.